# Yazıbaşı, Çaycuma
Yazıbaşı là một xã thuộc huyện Çaycuma, tỉnh Zonguldak, Thổ Nhĩ Kỳ. Dân số thời điểm năm 2011 là 561 người.